# Аспер
Аспер (фр. Aspères) насеље је и општина у јужној Француској у региону Лангдок-Русијон, у департману Гар која припада префектури Ним.
По подацима из 2011. године у општини је живело 506 становника, а густина насељености је износила 50,3 становника/km². Општина се простире на површини од 10,06 km². Налази се на средњој надморској висини од 74 метара (максималној 243 m, а минималној 32 m).

## Демографија
| 1962. | 1968. | 1975. | 1982. | 1990. | 1999. | 2011. |
| ----- | ----- | ----- | ----- | ----- | ----- | ----- |
| 233   | 246   | 231   | 249   | 289   | 347   | 506   |

График промене броја становника у току последњих година